# Puchar CEV siatkarek (1982/1983)
Puchar CEV siatkarek 1982/1983 – 3. sezon turnieju rozgrywanego od 1980 roku, organizowanego przez Europejską Konfederację Piłki Siatkowej (CEV) w ramach europejskich pucharów dla żeńskich klubowych zespołów siatkarskich "starego kontynentu".

## Drużyny uczestniczące
- Volley Modena
- SG JDZ Feuerbach
- IAC/ITV Kaufhaus Tyrol
- Deltalloyd/AMVJ Amsterdam
- Pallavolo Cesena
- ASU Lyon
- Profilo Stambuł
- Dilbeek Iterbeck
- CDU Porto
- AS Aris Saloniki
- Hispano Frances Barcelona
- TG Rüsselsheim
- Ionikos Ateny
- Datovoc Tongeren
- CASG Paris

## Rozgrywki

### 1/8 finału
| Data       | Drużyna 1                 | Wynik | Drużyna 2                 | Sety                     |
| ---------- | ------------------------- | ----- | ------------------------- | ------------------------ |
| :.12.1982  | Modena VC                 | 0:3   | SG JDZ Feuerbach          |                          |
| :.12.1982  | Modena VC                 | :     | SG JDZ Feuerbach          |                          |
| 04.12.1982 | IAC/ITV Kaufhaus Tyrol    | 1:3   | Deltalloyd/AMVJ Amsterdam |                          |
| 05.12.1982 | IAC/ITV Kaufhaus Tyrol    | 1:3   | Deltalloyd/AMVJ Amsterdam |                          |
| :.12.1982  | Pallavolo Cesena          | 3:0   | ASU Lyon                  |                          |
| :.12.1982  | Pallavolo Cesena          | :     | ASU Lyon                  |                          |
| 04.12.1982 | Profilo Stambuł           | 1:3   | Dilbeek Iterbeck          | 15:17, 5:15, 15:13, 15:8 |
| :.12.1982  | Profilo Stambuł           | 0:3   | Dilbeek Iterbeck          |                          |
| 04.12.1982 | CDU Porto                 | 3:1   | AS Aris Saloniki          | 15:5, 15:6, 2:15, 15:13  |
| 12.12.1982 | CDU Porto                 | 3:1   | AS Aris Saloniki          | 15:13, 3:15, 15:13, 15:5 |
|            | Hispano Frances Barcelona | 0:3   | TG Rüsselsheim            | walkower                 |
|            | Hispano Frances Barcelona | 0:3   | TG Rüsselsheim            | walkower                 |
| :.12.1982  | Ionikos Ateny             | 1:3   | Datovoc Tongeren          |                          |
| :.12.1982  | Ionikos Ateny             | :     | Datovoc Tongeren          |                          |
|            | CASG Paris                |       | wolny los                 |                          |

### 1/4 finału
| Data       | Drużyna 1        | Wynik | Drużyna 2         | Sety                    |
| ---------- | ---------------- | ----- | ----------------- | ----------------------- |
| 12.01.1983 | SG JDZ Feuerbach | 3:1   | Deltalloyd/AMVJ   | 9:15, 15:11, 15:9, 15:7 |
| 19.01.1983 | SG JDZ Feuerbach | 3:0   | Deltalloyd/AMVJ   | 15:10, 15:6, 15:10      |
| :.01.1983  | Pallavolo Cesena | 3:0   | Dilbeeck Iterbeck |                         |
| :.01.1983  | Pallavolo Cesena | 2:3   | Dilbeeck Iterbeck |                         |
| :.01.1983  | CDU Porto        | 0:3   | TG Rüsselsheim    |                         |
| 13.01.1983 | CDU Porto        | 0:3   | TG Rüsselsheim    |                         |
| :.01.1983  | CASG Paris       | 3:1   | Datovoc Tongeren  |                         |
| :.01.1983  | CASG Paris       | 2:3   | Datovoc Tongeren  |                         |

### Turniej finałowy
Feuerbach
Tabela
| Lp. | Drużyna          | Pkt | Mecze | Mecze | Mecze | Sety | Sety | Sety  |
| Lp. | Drużyna          | Pkt | M     | W     | P     | wyg. | prz. | ratio |
| --- | ---------------- | --- | ----- | ----- | ----- | ---- | ---- | ----- |
| 1   | SG JDZ Feuerbach | 6   | 3     | 3     | 0     | 9    | 1    | 9.000 |
| 2   | Pallavolo Cesena | 5   | 3     | 2     | 1     | 0    | 0    | MAX   |
| 3   | TG Rüsselsheim   | 4   | 3     | 1     | 2     | 0    | 0    | MAX   |
| 4   | CASG Paris       | 3   | 3     | 0     | 3     | 0    | 0    | MAX   |

Wyniki'
| Data       | Drużyna 1        | Wynik | Drużyna 2        | Sety |
| ---------- | ---------------- | ----- | ---------------- | ---- |
| 11.03.1983 | Pallavolo Cesena | :     | TG Rüsselsheim   |      |
| 11.03.1983 | SG JDZ Feuerbach | 3:0   | CASG Paris       |      |
|            |                  |       |                  |      |
| 12.03.1983 | Pallavolo Cesena | :     | CASG Paris       |      |
| 12.03.1983 | SG JDZ Feuerbach | 3:0   | TG Rüsselsheim   |      |
|            |                  |       |                  |      |
| 13.03.1983 | TG Rüsselsheim   | :     | CASG Paris       |      |
| 13.03.1983 | SG JDZ Feuerbach | 3:1   | Pallavolo Cesena |      |

## Klasyfikacja końcowa
| Miejsce | Drużyna          |
| ------- | ---------------- |
| złoto   | SG JDZ Feuerbach |
| srebro  | Pallavolo Cesena |
| brąz    | TG Rüsselsheim   |
| 4.      | CASG Paris       |